# フェラン・コロミナス
コロ (Coro) ことフェラン・コロミナス（Ferran Corominas, 1983年1月5日 - ）は、スペイン・カタルーニャ州・ビロビ・ドニャル出身の元サッカー選手。現役時代のポジションはFW。
2003年、スペインU-20代表に選出されて6試合に出場した。

## 経歴
RCDエスパニョールの下部組織出身。2003年11月2日のレアル・サラゴサ戦でデビューした。2005-06シーズン最終節のレアル・ソシエダ戦で、ロスタイムに得点してクラブを降格から救った。そのシーズンのコパ・デル・レイ決勝のサラゴサ戦で得点し、4-1の快勝に貢献した。2006-07シーズンのUEFAカップ準決勝のヴェルダー・ブレーメン戦ではホーム&アウェイの2試合ともに得点し、決勝進出に大きく貢献した。

## タイトル

### クラブ
RCDエスパニョール
- コパ・デル・レイ : 2005-06

エルチェ
- セグンダ・ディビシオン : 2012-13

### 代表
U-19スペイン代表
- UEFA U-19欧州選手権 : 2002